# 歯学部
歯学部（しがくぶ）とは、歯学を研究・教育する大学の学部である。一般に「歯学部」というと歯科医師を養成する歯学科を指すことが多い。

## 概要
かつて歯学部は、歯科医師を養成するための「歯学科」一学科のみであったが、ここ数年で、口腔保健学科など、歯科衛生士や歯科技工士を養成する4年制の学科を新設する歯学部も出てきた。また歯科衛生士専門学校や歯科技工士専門学校を附属校として持つものも多い。歯学部のみを持つ単科大学は、歯科大学と呼ばれる。
日本では、歯学課程は通常の大学課程と異なり、医学部などと同様に6年間を最低修業年限とする。このため卒業生は「学士（歯学）」の学位しか得られないが、博士課程に入学できるなど修士に準じた扱いを受ける。また、外国の歯科医師養成機関を卒業した者が、日本国内において歯科医師免許の交付を受けるには、原則として歯科医師国家試験予備試験を受け、これに合格する必要がある。当然のことながら、歯科医師と医師は異なるので、歯学部を卒業しても、医師国家試験の受験資格は得られない（医師法）。
歯学部は日本全国に27大学29学部（日本大学は歯学部とは別に松戸歯学部、日本歯科大学は生命歯学部とは別に新潟生命歯学部を設置しており、2学部を有する）あり、すべての歯学部は臨床実習の場である附属の「大学病院」を設置している、さらに附属の診療所をいくつか持つものもある。

## 教育

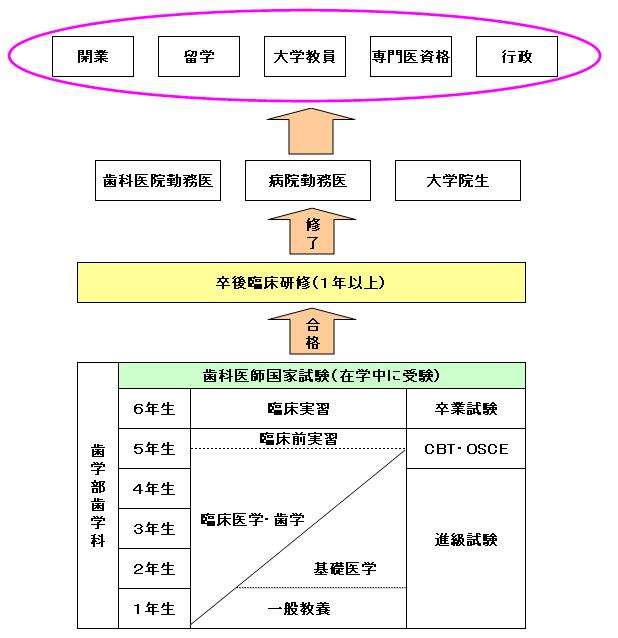
歯科医師養成およびその後の一般的なスケジュール（卒後臨床研修は2006年（平成18年）度より必須化）

教育期間は6年間（下記は大まかな期間）であり、基礎医学課程は医学部教育とほぼ同様である。遺体解剖（全身肉眼解剖）や全身病理学も学ぶ。
- 1 - 2年生の間に一般教養課程の単位を取得する。
- 2 - 4年生の間に基礎医学課程の単位を取得する（医学部で行われる基礎医学課程とほぼ同様）。
- 5年生の時に臨床実習のための試験（CBT・OSCE）を受験（一部の大学では4年次に受験する）し合格しなければ、臨床実習には出られない。
- 4 - 6年生の間に臨床歯学課程の単位を取得する（5 - 6年生では実際に臨床現場に出る）。臨床実習において、学生は治療計画の立案、その治療及び患者とのコミュニケーション、技工操作を学び実践する。また、それには多くの時間と労力を必要とされ、連日深夜まで実習がおよぶことが日常的となる。

臨床実習では、保存科に含まれる、保存修復科、歯周病科、歯内療法科、口腔外科、矯正歯科、歯科放射線科、歯の欠損を補う補綴科はクラウンブリッジ、全部床義歯、部分床義歯と分かれており、小児歯科、高齢者歯科、予防歯科などすべての診療科の患者の治療を担当するため、歯科医師と同様の責任を持つ。
また1学生が30名以上の患者を担当し、実際に患歯の治療や抜歯、歯石除去などの歯科医療行為を指導医の監督の下に行う場合もあり、十分な知識と技術が必要とされる。
臨床実習では、朝早くの診療準備から診療時間後に治療計画レポート、明日の診療準備、技工操作、カンファレンスなど深夜までの学習が臨床期間中（1年以上）続くため、体力はもとより、患者とのコミュニケーション能力、指導医から受ける厳しい指導に応えられる知識と精神力が必須とされ、6年生にまで進級してもそれらに耐えられない学生がリタイアすることも珍しくはない。
- 歯学部には大学院課程があり、歯学研究科、医歯薬総合研究科などと称している。
  - 学位は「博士（歯学）」、「博士（医学）」、「博士（学術）」などが授与される。多くの学生が大学院に進学することがある。
  - また、「修士（歯科学）」、「修士（医科学）」を授与する課程も存在するが、歯学部歯学科を卒業した者は直接、博士課程に進学できるので、入学は理論的には可能であるが、入学しないのが一般である（修士課程は4年制学部、歯科系専門学校卒業者のための専門修士課程とされている）。
- 多くの歯学部で編入学制度が行われており、2〜3年生次に編入され、理系・文系の領域に関係なく幅広い領域の学生が入学している。編入試験が行われている歯学部は、新潟大学、東京科学大学、大阪大学、岡山大学、広島大学、徳島大学、九州大学、長崎大学、昭和大学、日本大学、神奈川歯科大学、松本歯科大学などがある。
- その他、全日本歯科学生総合体育大会（通称「オールデンタル」: 毎年8月）や歯学部学生の研究発表会であるスチューデント・クリニシャン・プログラムなど、歯学部独自の催しがある。

## 歯科医師養成課程を持つ大学
齲蝕（虫歯）が社会問題となりはじめ、歯科医療の充実が叫ばれつつあった1960年頃、日本には歯科医師養成大学が東京歯科大学、日本歯科大学、日本大学、大阪歯科大学、九州歯科大学、東京科学大学（以上旧制歯科医学専門学校）と大阪大学の7校しかなく、国は歯学部の新設を推進した。そして1965年までに愛知学院大学、神奈川歯科大学、広島大学、東北大学、新潟大学、岩手医科大学の6校に歯学部が設置された。その後1980年代前半にかけて歯学部が16校に新設・増設され現在に至る。 
2020年現在、11の国立大学、1つの公立大学、15の私立大学が歯学部を有する。ただし、1つの大学ながら別々の都県に2つの歯学部を擁する日本大学と日本歯科大学の例があるため、私立大学の歯学部の学部数は17学部である。合計すると、27大学29学部の歯学部が日本に存在する。
| 校名         | 所在地             | 定員数 |
| ------------ | ------------------ | ------ |
| 北海道大学   | 北海道札幌市北区   | 53     |
| 東北大学     | 宮城県仙台市青葉区 | 53     |
| 東京科学大学 | 東京都文京区       | 53     |
| 新潟大学     | 新潟県新潟市中央区 | 45     |
| 大阪大学     | 大阪府吹田市       | 53     |
| 岡山大学     | 岡山県岡山市北区   | 53     |
| 広島大学     | 広島県広島市南区   | 53     |
| 徳島大学     | 徳島県徳島市       | 43     |
| 九州大学     | 福岡県福岡市東区   | 53     |
| 長崎大学     | 長崎県長崎市       | 50     |
| 鹿児島大学   | 鹿児島県鹿児島市   | 53     |

| 校名         | 所在地                 | 定員数 |
| ------------ | ---------------------- | ------ |
| 九州歯科大学 | 福岡県北九州市小倉北区 | 95     |

| 校名                       | 所在地               | 定員数    |
| -------------------------- | -------------------- | --------- |
| 北海道医療大学             | 北海道石狩郡当別町   | (80) 80   |
| 岩手医科大学               | 岩手県紫波郡矢巾町   | (57) 73   |
| 奥羽大学                   | 福島県郡山市         | (96) 100  |
| 明海大学                   | 埼玉県坂戸市         | (120) 120 |
| 東京歯科大学               | 東京都千代田区       | (128) 140 |
| 昭和医科大学               | 東京都品川区         | (96) 105  |
| 日本大学歯学部             | 東京都千代田区       | (128) 130 |
| 日本大学松戸歯学部         | 千葉県松戸市         | (115) 130 |
| 日本歯科大学               | 東京都千代田区       | (128) 160 |
| 日本歯科大学新潟生命歯学部 | 新潟県新潟市中央区   | (70) 120  |
| 神奈川歯科大学             | 神奈川県横須賀市     | (110) 120 |
| 鶴見大学                   | 神奈川県横浜市鶴見区 | (115) 120 |
| 松本歯科大学               | 長野県塩尻市         | (96) 120  |
| 朝日大学                   | 岐阜県瑞穂市         | (128) 140 |
| 愛知学院大学               | 愛知県名古屋市千種区 | (125) 125 |
| 大阪歯科大学               | 大阪府大阪市中央区   | (128) 160 |
| 福岡歯科大学               | 福岡県福岡市早良区   | (93) 120  |

( )は募集人員。

## 歯科医師養成を担わない歯学部の学科
前述の通り、歯学部は歯科医師の養成機関としての役割が大きく、その任に当たっている学科は「歯学部歯学科」である。しかし、一部の大学の歯学部では、歯学科以外の学科を有し歯科医師養成以外の教育が行われている。歯科医師養成以外の教育としては、歯科衛生士や歯科技工士の養成が主であり、あわせて社会福祉士、養護教諭などの資格取得にむけた教育を行っている学科もあり4年制である。これらの学科では卒業時の学位として、「学士（口腔保健学）」、「学士（口腔保健福祉学）」などの学士号が授与される。

### 歯学部に歯学科以外の学科を持つ大学
- 東京科学大学（医歯学系歯学部口腔保健学科）
- 新潟大学（歯学部口腔生命福祉学科）
- 広島大学（歯学部口腔保健学科）
- 徳島大学（歯学部口腔保健学科）
- 九州歯科大学（歯学部口腔保健学科）

## 歯学系大学院における修士課程

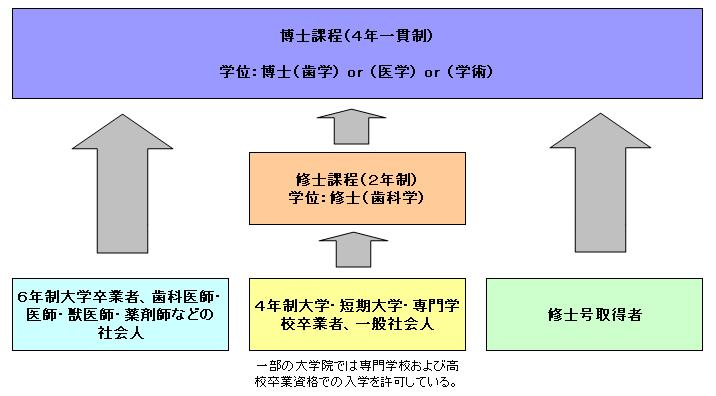
一般的な歯学系大学院課程のスケジュール

- 前述したように歯学部を卒業し、「学士（歯学）」を取得すると大学院博士課程に進学できる。これは、医学、獣医学、薬学（6年制薬学部）を除く一般の学士号という認識ではなく、「学士号＋修士号」のような形で捉えられているからである。
- 「学士（歯学）」取得者以外の人々、つまり歯科衛生士や歯科技工士、その他医療従事者、一般に人々を対象にした大学院（修士課程: 2年間）があり、卒業後は「修士（歯科学）」の学位を取得できる。
  - 歯科学修士課程を持つ大学院
    - 東北大学大学院歯学研究科歯科学専攻（歯科医療コデンタルコース、口腔保健コース、歯科用器材・機能性食品開発コース）
    - 東京科学大学大学院医歯学総合研究科医歯科学専攻
    - 岡山大学大学院医歯薬学総合研究科医歯科学専攻
    - 広島大学大学院医歯薬学総合研究科医歯科学専攻
- その他、医学系修士課程において、歯科領域の研究が行われていれば上記の大学院と同様の研究が行われると思われる（大学院側への事前確認が必要である）。
- 本修士課程を修了しても、何かしらの医療系専門資格が得られる訳ではない。そのため、歯科領域の研究者を志望する者や既に歯科医療従事者として働いている者の向学という点では有意義な2年間を過ごすことができるかもしれないが、他の学部、特に文系学部出身者は修了後、その歯科専門性を活かした職に就くことは難しいと思われる。

## 他国の場合
アメリカでは医師養成と同様に1度大学課程を修了し、デンタルスクール (Dental School) に進学して卒業後に各州で行われる試験に合格した者のみが歯科医師となれる（医師、薬剤師も同様）。日本でもアメリカ方式の養成方式（専門職大学院で養成）を行うことが検討されている。
ドイツや中国など医師と歯科（口腔科）医師の領域区別がない国もある。この場合、医師の資格取得後に専門医資格として2年程度の追加教育を受けて歯科（口腔科）資格を取得する。